# برند پیچلر
برند پیچلر (متولد ۲۶ دسامبر ۱۹۶۹) مهندس پزشک آلمانی و متخصص در تصویربرداری پیش بالینی و مولکولی و همچنین فناوری تصویربرداری است. وی رئیس بخش تصویربرداری پیش بالینی و رادیو فارماسی و همچنین مدیر مرکز تصویربرداری ورنر زیمنس در دانشگاه توبینگن آلمان است. او رئیس دانشکده پزشکی دانشگاه توبینگن و عضو هیئت مدیره اجرایی بیمارستان دانشگاه است.